# Antoine de Ville (ingénieur)
Pour les articles homonymes, voir Antoine de Ville.
Antoine de Ville ou Deville (né à Toulouse en 1596 et mort à Paris en 1656), est un ingénieur militaire et maréchal de camp français.

## Biographie
Sur sa généalogie figurent le capitaine Antoine de Ville (v.1450-1523), pionnier de l'alpinisme, et un autre Antoine de Ville, bailli des Vosges au XVIe siècle.
Antoine de Ville doit sa renommée à son œuvre intitulée Les fortifications, dont la première édition paraît en 1629. Mathématicien de talent et homme de terrain, il a vraisemblablement été éduqué au collège des Jésuites de Toulouse. Il commence sa carrière militaire en participant aux campagnes menées contre les protestants durant la décennie 1620-30. Au  Siège de Montauban en 1621, il est chevau-léger. Il est présent au siège de La Rochelle en 1624, puis aux campagnes menées contre les Huguenots dans le sud-ouest de la France, et dans le sud du massif Central. En 1626 il poursuit sa carrière aux Pays-Bas dans les bataillons du duc de Savoie Charles-Emmanuel Ier ; sa bravoure lui vaut d'être nommé chevalier de l’ordre de Saint-Maurice et de Saint-Lazare. Durant un voyage en Italie, il réunit la documentation nécessaire à la publication de son ouvrage sur les fortifications.
De Ville ne révolutionne pas l'art du siège, mais rationalise plus généralement l’art de la guerre. Il accorde une grande importance à l’économie du siège et à la logistique dont s'inspirera Vauban.
Il renforce plusieurs places françaises, dont Montreuil (Pas-de-Calais) et défend les places fortes de Picardie contre les Espagnols. Il participa au siège de Corbie de 1636 et à la reprise de la ville par les Français. En 1625-1627, il rase le château fort de Saint-Jean-Pied-de-Port sauf le donjon, et fait construire, à la place, la citadelle de Mendiguren. Vers 1680, Vauban détruira le donjon et complètera les fortifications.
La République de Venise lui demande de fortifier Pula (en 1630), un port d'Istrie (actuellement en Croatie). Il établit les plans de la forteresse d'Almeida au Portugal, terminée en 1641.
Il écrit un ouvrage sur les gouverneurs de place en 1639.
Correspondant de Galilée à la fin des années 1630, il a laissé plusieurs ouvrages estimés, entre autres l'exposé d'un système de fortification (1672, avec 63 planches).
Très bon dessinateur, il grave les planches de tous ses ouvrages. Son buste par le sculpteur Nicolas-François Beurné est au musée de Toulouse.
Il est inhumé, en 1656, dans le chœur de l'église Saint-Roch à Paris.

## Publications
- Ses traités sont disponibles en ligne sur le site « Architectura » du Centre d'études supérieures de la Renaissance à Tours.
- Antoine Deville, Le siège de Corbie – 1636 – traduction du latin en français du récit d’Antoine de Ville, ingénieur du roi, qui dirigea les travaux de circonvallation en 1636, Corbie, Les Amis du Vieux Corbie, 1994.

## Note et référence
1. ↑  Robert Hénard, La rue Saint-Honoré, des origines à la Révolution., Paris, 1908, 586 p. (lire en ligne), p. 270
2. 1 2  Musée de Toulouse, Notice des tableaux, statues, bustes, bas-reliefs et antiquités, Toulouse, 1818, 112 p. (lire en ligne), p. 59
3. ↑  « 1666 Les fortifications du Chevalier Antoine de Ville Tholosain. », sur montolieu.org (consulté le 17 mai 2023)
4. ↑  Par Pierre d'Argencour
5. ↑  Citadelle, munie de quatre bastions, édifiée par Pierre de Conty de La Mothe d'Argencourt
6. ↑  « Fortification d'agglomération », sur www.pop.culture.gouv.fr (consulté le 17 mai 2023)
7. ↑  « Route des châteaux II. Almeida, Trancoso, Marialva », sur Lisbonne affinités, 6 octobre 2018 (consulté le 23 novembre 2023).
8. ↑  Par David Álvares
9. ↑  « ÉGLISE SAINT-ROCH (Paris) », sur tombes-sepultures.com (consulté le 23 novembre 2023).